# Élections municipales de 1878 dans la Somme
Les élections municipales ont eu lieu les 6 et 13 janvier 1878 dans la Somme.

## Maires sortants et maires élus
Les maires élus à la suite des élections municipales dans les communes de plus de 2 000 habitants :
| Commune                | Population | Maire sortant          | Opinion | Opinion      | Maire élu                | Opinion | Opinion     |
| ---------------------- | ---------- | ---------------------- | ------- | ------------ | ------------------------ | ------- | ----------- |
| Abbeville              | 19 381     | Pierre Sauvage*        |         | Rép.         | Albert-Alexandre Carette |         | Rép.        |
| Airaines               | 2 074      | Joseph Dantier         |         | Légitimiste  | Joseph Dantier           |         | Légitimiste |
| Albert                 | 4 500      | Firmin Lenoir*         |         | Rép.         | Charles-Antoine Bruyez   |         | Rép.        |
| Amiens                 | 66 896     | René Goblet            |         | Rad.         | René Goblet              |         | Rad.        |
| Beauquesne             | 2 658      | Jean-Baptiste Briaux * |         | Rad.         | Alcide Sévin             |         | Rad.        |
| Beauval                | 2 478      | Édouard Carpentier     |         | Rép.         | Édouard Carpentier       |         | Rép.        |
| Cayeux-sur-Mer         | 3 021      | Jean-Baptiste Sauvage  |         | Rép.         | Jean-Baptiste Sauvage    |         | Rép.        |
| Corbie                 | 4 101      | Louis Lefebvre *       |         | Rép.         | Charles Ducamp           |         | Rép.        |
| Doullens               | 4 810      | Victor Sydenham        |         | Libéral      | Victor Sydenham          |         | Libéral     |
| Épehy                  | 2 105      | Charles Roland         |         | Rép.         | Charles Roland           |         | Rép.        |
| Flixecourt             | 2 007      | Prudent Sainte         |         | Rép.         | Prudent Sainte           |         | Rép.        |
| Friville-Escarbotin    | 2 109      | Eugène Imbert *        |         | Libéral      | Joseph Depoilly          |         | Libéral     |
| Ham                    | 3 122      | Adrien Maurel          |         | Rép.         | Adrien Maurel            |         | Rép.        |
| Harbonnières           | 2 010      | Jean-Baptiste Décotte  |         | Rép.         | Jean-Baptiste Décotte    |         | Rép.        |
| Montdidier             | 4 362      | Charles Mangot         |         | Bonapartiste | Félix Baudelocque        |         | Rép.        |
| Moreuil                | 3 115      | Jules Gru              |         | Rép.         | Jules Gru                |         | Rép.        |
| Nesle                  | 2 377      | Albert Lallouette *    |         | Rép.         | Jules Savary             |         | Rép.        |
| Pont-Rémy              | 2 032      | Isidore Gence          |         | Libéral      | Isidore Gence            |         | Libéral     |
| Péronne                | 4 370      | Alfred Danicourt       |         | Orléaniste   | Louis Cadot              |         | Libéral     |
| Rosières-en-Santerre   | 2 437      | Alfred Tassart         |         | Libéral      | Alfred Tassart           |         | Libéral     |
| Roye                   | 3 973      | Auguste Bellanger      |         | Orléaniste   | Émile Duquesnel          |         | Rép.        |
| Rue                    | 2 444      | Louis Loisel           |         | Rép.         | Louis Loisel             |         | Rép.        |
| Saint-Valery-sur-Somme | 3 647      | Édouard d'Arras        |         | Légitimiste  | Édouard d'Arras          |         | Légitimiste |
| Vignacourt             | 3 318      | Charles Copin          |         | Libéral      | Charles Copin            |         | Libéral     |
| Villers-Bretonneux     | 5 356      | Alexandre Outrequin    |         | Rép.         | Alexandre Outrequin      |         | Rép.        |
| * Ne se représente pas |            |                        |         |              |                          |         |             |

### Résultats en nombre de mairies
| Opinions                  | Opinions                  | Maires sortants | Maires élus | Évolution     |
| ------------------------- | ------------------------- | --------------- | ----------- | ------------- |
|                           | Républicains modérés      | 13              | 15          | 2             |
|                           | Conservateurs libéraux    | 5               | 6           | 1             |
|                           | Républicains radicaux     | 2               | 2           | en stagnation |
| Total gauche républicaine | Total gauche républicaine | 20              | 23          | 3             |
|                           | Légitimistes              | 2               | 2           | en stagnation |
|                           | Orléanistes               | 2               | 0           | 2             |
|                           | Bonapartistes             | 1               | 0           | 1             |
| Total droite monarchiste  | Total droite monarchiste  | 5               | 2           | 3             |
| Total                     | Total                     | 25              | 25          |               |

## Résultats
L'élection des conseillers municipaux étant au scrutin majoritaire plurinominal sous la IIIe République, les résultats indiqués ci-dessous représentent le nombre moyen de voix par liste,.

### Amiens
Maire sortant : René Goblet (Républicain radical) depuis décembre 1877. Il avait retrouvé son mandat après avoir été révoqué par décret en juin 1877.
36 sièges à pourvoir
|                               | René Goblet * | Républicains (radicaux et modérés) | 8 573  |        | 36 |  |  |
| Liste de l'Union républicaine |               |                                    | 8 573  |        | 36 |  |  |
|                               |               |                                    |        |        |    |  |  |
| Inscrits                      | Inscrits      | Inscrits                           | 19 964 | 100,00 |    |  |  |
| Abstentions                   | Abstentions   | Abstentions                        | 9 974  | 49,96  |    |  |  |
| Votants                       | Votants       | Votants                            | 9 990  | 50,04  |    |  |  |
| Blancs et nuls                |               |                                    |        |        |    |  |  |
| Exprimés                      |               |                                    |        |        |    |  |  |
| * Maire sortant               |               |                                    |        |        |    |  |  |

Maire élu : René Goblet (Républicain radical)